# HEROINES
HEROINES（ヒロインズ）は、株式会社imaginateに所属する女性アイドルグループ、および同社がマネジメントあるいは提携している女性アイドルグループの総称。2025年4月現在、20組（うち活動中18組）のグループおよびヒロインズ研究生、ソロとして唯愛ゆま（HEROINESメインキャスター）が所属している。総合プロデューサーはUyaこと渡辺裕也（imaginate代表取締役）。

## 来歴
2018年から2019年にかけて、悲撃のヒロイン症候群およびその姉妹グループであるMOBIUS、妄愛グラビティ、ポンコツコンポが相次いで誕生。鵺を含めた、imaginateがプロデュースするこれらのグループの総称として｢ヒロインズ｣、「HEROINES」の名称が使われるようになる。2020年1月にはこの5組によるコンピレーションアルバム『ユビキリ～この先も一緒に歩んで行こうね～』をリリース。
imaginateは悲撃のヒロイン症候群および姉妹グループのメンバーを集めるオーディションとして「アイドルオーディションPrologue」を4回にわたり開催していたが、2020年8月に開催された第5回から「HEROINESアイドルオーディション」に名称を変更している。
2021年3月の悲撃のヒロイン症候群解散後も、新規グループの立ち上げや他社が立ち上げた既存グループ・他社所属グループとのマネジメント提携といった展開を続け、2024年12月には大阪支部を含む全20グループとヒロインズ研究生、ソロ1名を擁する規模まで拡大した。
マスメディア向けのプロモーション活動をほとんど行っていないにもかかわらず、SNSや口コミで人気を集めており、ライブの主な客層は20代前半で、女性客が圧倒的に多い。
構成グループそれぞれによるライブ活動に加えて、HEROINESとして主催する大型対バンライブイベント『HEROINES FES』を継続的に開催しており、基本的に所属全グループが出演する。また、構成グループ単体の名を冠する主催フェス・主催対バンも定期的に開催している。
所属グループ数の増加により、HEROINES内でのグループ順位を決定するためのイベント『HEROINES LEAGUE（ヒロインズリーグ）』が2024年（令和6年）6月からスタートした。同リーグは上位下位各半数による2部制で、観客動員・会場投票・ファンクラブ投票により所属リーグおよび順位が決定され、各グループのライブ出演や活動内容に影響を与えるとされている。同年5月5日に開催された『HEROINES FES -5周年記念LIVE-』の動員および会場投票で最初の振り分けがなされ、以後毎月1回程度のペースで『HEROINES LEAGUE』と題したライブイベントが行われている。メンバー全員が他グループを兼任しているi-COL、GILTY × GILTYの2組は投票・順位付けの対象外で、「リーグ戦」のライブイベントに出演しない場合もある。通常のリーグ戦はリーグⅠ（Ⅰ部）・リーグⅡ（Ⅱ部）それぞれ別日程で行われ各リーグ内での順位を競うが、全グループが出演しつつリーグⅠ下位グループとリーグⅡ上位グループがリーグ昇格・降格を賭けて競う「入れ替え戦」、全グループを対象とする「総入れ替え戦」が同年12月までにそれぞれ一度ずつ開催されている。
2025年2月1日、『ユビキリ』以来5年ぶりとなるHEROINESとしてのコンピレーションアルバム『HEROINES ALBUM 2025』をリリース。発表当初は1月28日リリース予定であったが、後に4日後の2月1日に延期された。アルバムにはリリースが発表された2024年10月25日時点でHEROINESに所属し活動中の全18グループが参加。全18形態でリリースされ、各グループの代表曲1曲ずつと、各バージョンでフィーチャーされたグループの新曲1曲の計19曲が収録されている。同アルバムは1月31日付オリコンデイリーアルバムランキングで1位、2月10日付週間アルバムランキングで3位にランクインした。

## 構成グループ
※活動中グループは、ヒロインズ研究生を除き結成（またはHEROINES加入）順に記載。活動開始予定グループは発表順に記載。活動休止、終了グループは休止または終了の順に記載。
※リーグは、2025年5月5日発表の振り分けおよび順位（4月27日開催の『HEROINES FES』および5月5日開催の『HEROINES FES 〜6周年記念LIVE〜』により決定）を基に記載。リーグⅡ所属グループの全体順位は記載順位に9を足したものとなる。

### 活動中
ポンコツコンポ
2019年8月結成、同月デビュー、2020年7月活動休止。2021年5月活動再開、2022年3月活動休止。2023年9月20日新体制で復活。
コンセプトは「宇宙を驚かす、ぶっ飛びバチパチアイドル！宇宙を元気にさせるを目標にどこまでも走り続ける挑戦系アイドルグループ！」。
ヒロインズリーグ：Ⅱ部（1位）
現メンバー：晴後あめ、夕葉里めろん、もちみるく、結目りぼん、山田花子、秋田こまち、紅芋たると

TENRIN
2020年5月結成、同年6月デビュー。
ヒロインズリーグ：Ⅰ部（8位）
現メンバー：のもあちゃちゃ、白洲あやん、雅なぎ、七瀬にこ、蓮花うらら、霞あげは

iLiFE!
2020年6月結成、同月デビュー。
ヒロインズリーグ：Ⅰ部（1位）
現メンバー：心花りり（GILTY × GILTY兼任）、あいす（i-COL兼任）、福丸うさ、若葉のあ、那蘭のどか、空詩かれん、小熊まむ、純嶺みき、虹羽みに

夜光性アミューズ
通称「よるあみ」。
メンバー中みぽたぽたとふてこのみ外部事務所のGROVE、他はimaginateに所属。
2021年3月結成、同年4月デビュー。
ヒロインズリーグ：1部（3位）
現メンバー：みぽたぽた、白空こあい（GILTY × GILTY兼任）、ふてこ、炎谷莉奈、琴音ふりる、水萌しゅる、紬希なこ

のんふぃく！
2021年4月「Non￢Fiction」（ノンフィクション）として結成、同年5月デビュー。2021年9月「のんふぃく！」に改名。
ヒロインズリーグ：Ⅰ部（4位）
現メンバー：恋星はるか（GILTY × GILTY兼任）、真白里帆、水瀬ぴあの、永月十華、海まりん、こるね（i-COL兼任）、澪織にいな、香月あむ

i-COL
読み・通称「あいこる」。
2021年5月アイドルデビュー決定、同年6月デビュー。
コンセプトは「君の、かっこいいも可愛いも全部頂戴？」。
ヒロインズリーグ：なし
メンバー：あいす（iLiFE!兼任）、こるね（のんふぃく！兼任）

CAL&RES
読みは「コーレス」。天使にはなれない（通称「てんはな」）として2021年8月結成、同年9月デビュー、同年12月旧体制終了。2022年7月第2期体制スタート。2024年8月、第3期体制に移行。2025年4月27日付で「CAL&RES」に改名、メンバーを増員して現体制となる。
天使にはなれないとしてのコンセプトは、「こんな私達だって、天使になりたいんだもの。」。
ヒロインズリーグ：Ⅱ部（3位）
現メンバー：明日実まあや、杏仁みる、羽宮きわみ、九条あすな、成瀬なる、飛成もあ、美鈴りか、夢羽るる、来夢ねお

Ill
読みは「イル」。twinpaleとして2021年8月結成、同年9月デビュー。2024年12月23日、Illに改名。
ヒロインズリーグ：Ⅰ部（5位）
現メンバー：蒼井叶（GILTY × GILTY兼任）、白雪姫乃（同左）、紫ノ色（Illから参加）、森緑藻

パラレルサイダー
2022年5月結成、同年6月デビュー。2023年8月7日旧体制での活動を終了。2023年8月10日付で「make mie」（メイクミー）に改名、8月29日お披露目。2024年11月26日の『HEROINES FES 新グループお披露目LIVE』よりパラレルサイダーに再改名。
パラレルサイダーとしてのコンセプトは「いつもと一味違う 別の世界」
make mieとしてのコンセプトは「”make up for mie” なりたい私へ make up」。
ヒロインズリーグ：Ⅱ部（5位）
現メンバー：小熊まな香、小坂みおん、葉月みつは、彩音ゆの、宇佐美あこ、宮奈もこ、宝城あいり

GILTY × GILTY。
ギルティギルティ、通称「ギルギル」
2022年6月結成、同月デビュー。
コンセプトは「彼女達の美しさは有罪か無罪か…『貴方が産まれてきた事は罪じゃない』」。
ヒロインズリーグ：なし
現メンバー：蒼井叶（Ill兼任）、白雪姫乃（同左）、白空こあい（夜光性アミューズ兼任）、恋星はるか（のんふぃく！兼任）、心花りり（iLiFE!兼任）

AdamLilith
アダムリリス、通称「アダムス」。
2022年9月結成、同年10月デビュー。
ヒロインズリーグ：Ⅰ部（6位）

現メンバー：夜宵やむ、三木零、都ユナ、響羽リズ
ZUTTOMOTTO
ずっともっと、通称「ずっとも」。
2023年2月結成、同月デビュー。2024年8月、メンバーを増員。メンバーの卒業を経て、2025年4月27日新体制お披露目。
コンセプトは「昨日よりもずっと、今日よりもっと、明日は幸せな1日が訪れますように。」。
ヒロインズリーグ：Ⅱ部（6位）
現メンバー：高坂りん、羽澄ほの、四宮える、真空せいら、青羽わか、佐倉あん、椎名すず、望月みら

LADYBABY（第4期）
2023年1月8日、HEROINESとLADYBABYによる新グループオーディションを開催することを発表。SMD（LADYBABYプロデューサー）とUyaの共同プロデュースで、マネージメントはimaginateが担当する。当初は別名義のグループとしてのデビューも視野に入れたプロジェクトであったが、同年11月20日、第4期LADYBABYとして活動することを発表。同年12月1日お披露目。
ヒロインズリーグ：Ⅱ部（7位）
現メンバー：神黎ミア、來崎せな、月街えい

アキシブproject
全員が外部事務所のLIVE PLANET所属。プロデューサーは岡村元義。2023年12月23日、HEROINES加入発表。
ヒロインズリーグ：Ⅰ部（2位）
現メンバー：葵ふう、如月なな、古賀みれい、神崎らん、清見るん、平沢かえ、茉井良菜、水琴まなみ、美山ひな

chuLa
SCOT（旧FreeK-Laboratory）が運営。プロデューサーは伊藤謙太。
2024年3月14日HEROINES加入発表、同年6月6日お披露目。2025年1月18日付で現体制終了、活動休止となったが、同年5月15日よりメンバーを一新して活動再開。
ヒロインズリーグ：Ⅰ部（9位＝2024年10月9日開催のライブにおける順位）
現メンバー：飴色りんご、明鏡（かがみ）みらの、玉響（たまゆら）せつな、紫藤（つらら）らら、はまちひよ（元ガガピエロ）、陽咲みお、八木ほるん、綿森ろわ
2025年1月18日活動休止時のメンバー：玉響せつな、綾苺める、杏希はな、妹川りら、天川ほたる、成瀬なる、飛鳥ことり
パラディーク
PLAYYTEが運営。プロデューサーはカノウリョウ。2024年5月30日HEROINES加入発表、6月27日お披露目
ヒロインズリーグ：Ⅱ部（4位）
現メンバー：水野めい、来栖ゆる、煌坂もね、新木るの、浜辺しずく、灯田にじ、岬ちなつ

ナナコロビヤオキ
通称「ナナコロ」。HEROINES初の大阪府大阪市を拠点とするグループ。
2024年6月14日グループ名発表。同年7月12日「HEROINES FES in OSAKA」でお披露目。
ヒロインズリーグ：Ⅱ部（2位）
現メンバー：苺川えくぼ、歌花てんか、瀬戸内れもん、熊ノ実にも、水田茉莉、笑乃にな、阪菜りこ

ドレスコード
通称は「ドレコ」。2024年5月1日、夜光性アミューズを卒業した神楽ひなこをプロデューサーとする新グループを結成する企画が起こされ、「HEROINES×神楽ひなこ アイドルプロジェクト」という仮称で呼ばれた。同年9月21日、グループ名発表、11月26日お披露目。
コンセプトは「きみと始める、プリンセス育成計画」。
ヒロインズリーグ：Ⅰ部（9位）
現メンバー：宮園れな、百宮みも、飛茉りのあ、朝比奈まどか、小鈴もゆ、御伽りるむ

MEGAFON
2024年10月2日、iLiFE!を卒業した向日えなをプロデューサーとする新グループの企画が起こされ、『向日えな×HEROINES アイドルプロジェクト』という仮称で呼ばれた。2025年4月5日グループ名発表、同27日お披露目。
コンセプトは「バカデカボイスでスキって叫べ」。
ヒロインズリーグ：Ⅰ部（7位）
現メンバー：小晴のか、好実れん、日陽（ひまり）きい、星野あみ、宮代ゆき、明音（らむね）いろは、羽雲ろこ

iON!
2025年1月2日企画発表。『iLiFE!妹分新グループ』の仮称で呼ばれていた。2025年4月グループ名発表、同年5月22日お披露目。
コンセプトは「私と貴方で、ひとつの時を。」
現メンバー：宇野ゆり、伽久耶（かぐや）くらら、栗栖むぎ、恋春（こはる）ねね、鈴都りせ（元ZUTTOMOTTO）、儚寧（はかね）この、花丸ぺこ

テンシンランマン
2024年10月6日、愛知県名古屋市を本拠とする『HEROINES名古屋支部』発足を発表、同時に新グループオーディションの開催を決定。『HEROINES名古屋新グループ』の仮称で呼ばれた。2025年4月グループ名発表、同年5月24日お披露目。
現メンバー：海老原てん、小倉あずき、織田こゆん、琴音うな、味園そら

Pastel Closet
TOKYO IDOL FESTIVAL運営および外部事務所のRIZEプロダクションと提携して行った『TIF de Debut 2025』の合格者により編成され、2025年8月2日のTIF2日目のステージでデビューしたグループ。
活動開始時のメンバー：安斎みのり、柑乃あい、篠原さくら、澄原夏帆、仁科美都、花木舞花、雛城ののか、幸野れいあ

ヒロインズ研究生
略称はヒロ研。2023年10月結成、同月デビュー。「いつか私達も夢のヒロインに…」を掲げる研究生グループで、HEROINES所属グループ楽曲のカバーによるライブを行っている。
2024年5月第1期活動終了。同年6月第2期活動開始。2025年4月6日第2期活動終了。同年4月27日第3期活動開始。
第3期より元iLiFE!の有栖るながプロデューサーに就任。
ヒロインズリーグ：Ⅱ部（8位）
第3期活動開始時のメンバー：秋月えむ、朝日まる、綾瀬めめ、一ノ瀬ちい、君乃まいん、小菜実こゆ、白石あゆ、刻乃なう、広瀬りむ、藤咲あず、茉野ゆに

ヒロインズ研究生大阪
略称はヒロ研大阪。2025年5月26日結成発表、6月25日デビュー。活動はヒロインズ研究生と同様で、ナナコロビヤオキと同様に本拠地を大阪府大阪市としている。
活動開始時のメンバー：出雲みやび、糸巻まき、戎たらこ、葛城ことか、鹿野こなほ、白玉きなこ、千鳥もえ、不破ふわり、御堂筋ぴこ

### ソロ
唯愛ゆま
「いより ゆま」と読ませる。
「天使にはなれない」のメンバーとして2022年7月8日から2024年8月15日まで活動。グループ卒業後もソロアイドルとしてimaginateおよびHEROINESに所属。HEROINES初・唯一のソロタレントで、「HEROINESメインキャスター」というポジションに就いている。
ソロ活動当初はimaginateに社員として入社し、社員業務と並行しながらタレント活動を行なっていたが、2025年3月、退社して再度タレントとして業務委託（マネジメント）契約を結んだことを発表した。主催イベント「ゆまふぇす」の開催および出演、ポンコツコンポ等複数グループの広報活動、HEROINES主催ライブでのオープニング・アクト、司会進行などの活動を行なっている。

### 活動開始予定
HEROINES XXX
2025年7月26日にグループの企画とオーディション開催を発表。
旧iLiFE!候補生の歌奏おんぷ、元iLiFE!の天羽しおりの2人に、オーディションで決定する新メンバーを加えて結成される。

### 活動休止中
BLK LiLiY
ブラックリリィ、通称「くろゆり」。
2021年3月結成、同年4月デビュー。2022年4月新体制公開。2023年5月9日付で現体制活動終了としているが、新メンバーによる新体制などは発足しておらず、以後も2025年1月までは不定期に所属メンバーがBLK LiLiYとしてライブを行っていることが確認されている。一部のメンバーはXのアカウント名やプロフィールにBLK LiLiY（くろゆり）を並記しているほか、HEROINES公式アカウントにおいても所属グループ一覧に引き続き記載されている。
活動終了時および現在のメンバー：響羽凛瞳（おとはリズ、AdamLilith兼任）、こるね（i-COL・のんふぃく！兼任）、はまちひよ（ガガピエロ→chuLa兼任）、藤城なみ（元のんふぃく!）

### 活動終了
悲撃のヒロイン症候群
通称「ヒロシン」。HEROINES成立時に主体となったグループで、名称の由来でもある。
2018年12月結成、2019年2月デビュー。2021年2月一時休止、同年4月解散。解散後もimaginateに残ったメンバーはその後twinpale（Ill）、AdamLilith、ガガピエロに分かれて活動を継続した。
解散時のメンバー：蒼井叶（twinpale、のちIll）、白雪姫乃（同左）、籠乃めあ、胡桃兎愛（のちガガピエロ）、月雲巫女、野苺みくる、夜宵やむ（現AdamLilith）

MOBIUS
2019年3月結成、同年4月デビュー。2020年1月活動休止、同年2月解散。一部メンバーはTENRIN結成に参加。
解散時のメンバー：そらのかなた。（TENRIN 空乃かなた）、コノヨ、いくら（現・Merry BAD TUNE.三倉みく）

妄愛グラビティ
2019年3月結成、同年4月デビュー。2020年3月解散。
当時のメンバー中、心咲めいと桜餅ふゆはiLiFE!の結成に参加、小熊まな香はパラレルサイダーで現役。

鵺（ぬえ）
2018年10月デビュー、2019年3月活動休止。2019年6月新体制で活動再開、2020年7月解散。

iLiFE!候補生
iLiFE!の元メンバーだった華瀬まいが新メンバー候補生に降格となったのを受け、2024年4月メンバー発表、同年5月デビュー。6月にはiLiFE!正規メンバー昇格をかけた投票を実施、昇格した華瀬を除く5人に、新メンバーオーディション合格者を加えて新グループを結成する予定とされていたが、メンバーの不祥事発覚に伴い、同年10月28日付で活動終了。歌奏おんぷ、琴音ふりるの2名についてはiLiFE!の姉妹ユニットではない別グループのメンバーとして活動準備を進めるとされ、琴音は2025年4月16日付で夜光性アミューズに、歌奏は天羽しおりを迎えてHEROINES XXX（仮称）に加入（前述）。なおオリジナル楽曲はiON!に引き継がれている。
ヒロインズリーグ：Ⅱ部（4位＝2024年10月10日開催のライブにおける順位）
活動終了時のメンバー：歌奏おんぷ、琴音ふりる（現・夜光性アミューズ）、水戻うる、天乃べる、有村みなみ

ガガピエロ
2023年1月結成、同月31日デビュー。2025年2月7日をもって全メンバーが卒業、活動を終了。
なお、杏仁みるはグループの活動終了が発表された2024年11月19日に活動を休止し、2025年1月27日付で他のメンバーに先んじて卒業。その後、天使にはなれないのサポートメンバーを経てCAL&RESに加入した。
コンセプトは「貴方が笑顔でいれるなら、私は喜んでイカれたピエロを演じましょう。」。
ヒロインズリーグ：Ⅰ部（6位＝2024年10月10日開催のライブにおける順位）
活動終了時のメンバー：胡桃兎愛、波沫ひよ（現chuLa）、屑紫つみき、紅守ある

### HEROINES SCHOOL
HEROINESが監修・運営するスクールで、渋谷にある専用スタジオでダンスやボイス・トレーニング、SNS活用法などのレッスンを開講している。
2025年3月27日Xアカウント開設、同年4月12日第1回定期公演開催。定期公演は東京・原宿を拠点に月2回開催されており、スクール生の実践的な経験の場となっている。スクール生は正式な所属タレントではなく、スクールに所属しながら契約の縛りなくオーディション等を受けることができる。

## 作品

### コンピレーションアルバム
| #   | タイトル                                 | 作詞 | 作曲・編曲 |
| --- | ---------------------------------------- | ---- | ---------- |
| 1.  | 「ユビキリ」                             |      |            |
| 2.  | 「晦冥ワンダラー」                       |      |            |
| 3.  | 「Dark Paradise」                        |      |            |
| 4.  | 「Jumping ジャンぴんぐ!SOIYA ソイヤッ!」 |      |            |
| 5.  | 「アライズ」                             |      |            |
| 6.  | 「初恋リバイバル」                       |      |            |
| 7.  | 「Dokkoi ロマンティック」                |      |            |
| 8.  | 「明日ありと思う心の仇桜」               |      |            |
| 9.  | 「通りゃんせ」                           |      |            |
| 10. | 「我ら!ポンコツコンポ!」                 |      |            |
| 11. | 「サニー!アドベンチャー!」               |      |            |

| #   | タイトル                                          | 作詞 | 作曲・編曲 |
| --- | ------------------------------------------------- | ---- | ---------- |
| 1.  | 「パラレルワールド（i-COL盤）」                   |      |            |
| 2.  | 「アイドルライフエクストラパック（iLiFE!盤）」    |      |            |
| 3.  | 「新宇宙世紀アイドルちゃん（アキシブproject盤）」 |      |            |
| 4.  | 「アンチディストピア（AdamLilith盤）」            |      |            |
| 5.  | 「ショートケーカーズ（Ill盤）」                   |      |            |
| 6.  | 「ナイモノネダリ（ガガピエロ盤）」                |      |            |
| 7.  | 「メシア（GILTY × GILTY盤）」                     |      |            |
| 8.  | 「Sparkle（ZUTTOMOTTO盤）」                       |      |            |
| 9.  | 「唯いchu無二のヒロイン（chuLa盤）」              |      |            |
| 10. | 「きゅるりんパーク（天使にはなれない盤）」        |      |            |
| 11. | 「人ニ非ズ（TENRIN盤）」                          |      |            |
| 12. | 「君とたこやきLOVE恋め（ナナコロビヤオキ盤）」    |      |            |
| 13. | 「はなまるフュージョン（のんふぃく!盤）」         |      |            |
| 14. | 「もういっちょ！（パラディーク盤）」              |      |            |
| 15. | 「流星トワイライト（パラレルサイダー盤）」        |      |            |
| 16. | 「軽いノリのイルカ（ポンコツコンポ盤）」          |      |            |
| 17. | 「はにトラ！？（夜光性アミューズ盤）」            |      |            |
| 18. | 「ドラドラバスターズ（LADYBABY）」                |      |            |

| #   | タイトル                           | 作詞 | 作曲・編曲 |
| --- | ---------------------------------- | ---- | ---------- |
| 1.  | 「各Ver.別楽曲」                   |      |            |
| 2.  | 「パラリラダンス」                 |      |            |
| 3.  | 「アイドルライフブースターパック」 |      |            |
| 4.  | 「アキシブウェイ」                 |      |            |
| 5.  | 「Mariage」                        |      |            |
| 6.  | 「ジェラ」                         |      |            |
| 7.  | 「ノックアウト!」                  |      |            |
| 8.  | 「GILTY」                          |      |            |
| 9.  | 「アンソクチ」                     |      |            |
| 10. | 「トキメキCherry」                 |      |            |
| 11. | 「DREAMS ON THE RUN」              |      |            |
| 12. | 「ANARCHY」                        |      |            |
| 13. | 「七転八起」                       |      |            |
| 14. | 「ノーテンキ超キュートガール」     |      |            |
| 15. | 「ちゅ♡ちゅ♡ちゅ♡ぱにぱっ♡」       |      |            |
| 16. | 「パラレルサイダー」               |      |            |
| 17. | 「サイコオフトン」                 |      |            |
| 18. | 「デジタルタトゥー」               |      |            |
| 19. | 「ジャパサマ」                     |      |            |

## HEROINS FES
| 公演名                                                   | 日付                  | 会場                                               | 出演者（HEROINES） | 出演者（その他） | 備考                                    |
| -------------------------------------------------------- | --------------------- | -------------------------------------------------- | --- | --- | --------------------------------------- |
| HEROINES FES～どうやらポンコツコンポが復活するらしいよ～ | 2021年4月29日         | Zepp Tokyo                                         | | |                                         |
| HEROINES FES                                             | 2021年5月14日         | Zepp Tokyo                                         | BLK LiLiY、TENIRN、iLiFE!、夜光性アミューズ、ポンコツコンポ、Non¬Fiction | |                                         |
| HEROINES FES vol.2                                       | 2021年7月23日         | Zepp Tokyo                                         | 夜光性アミューズ、TENRIN、iLiFE!、i-COL、BLK LiLiY、ポンコツコンポ、Non¬Fiction | 東京女子流 | iLiFE!は出演キャンセル                  |
| HEROINES SUMMER                                          | 2021年8月19日         | 白金高輪SELENE b2                                  | 夜光性アミューズ、Non¬Fiction、iLiFE!、i-COL、TENRIN | じーくらむ！、MyDearDarlin |                                         |
| HEROINES SUMMER                                          | 2021年8月20日         | Bananahall                                         | iLiFE!、Non-Fiction、夜行性アミューズ、i-COL | サクヤコノハナ、#PANnana-パンダの指は実は7本ある｡-、ワッツ◎さーくる | 夜行性アミューズ、i-COLは出演キャンセル |
| HEROINES SUMMER                                          | 2021年8月25日         | 新宿BLAZE                                          | iLiFE!、i-COL、TENRIN、夜光性アミューズ、Non¬Fiction | Sweet Alley |                                         |
| HEROINES FES vol.3                                       | 2021年9月29日         | Zepp Tokyo                                         | twinpale、夜光性アミューズ、Non¬Fiction、iLiFE!、ポンコツコンポ、天使にはなれない、i-COL、TENRIN、BLK LiLiY | |                                         |
| HEROINES HALLOWEEN 2021                                  | 2021年10月29日        | 新宿BLAZE                                          | twinpale、夜光性アミューズ、Non¬Fiction、iLiFE!、TENRIN、天使にはなれない | じゅじゅ | 女性限定。ドレスコード：制服            |
| HEROINES HALLOWEEN 2021                                  | 2021年10月30日        | 神田スクエアホール                                 | twinpale、夜光性アミューズ、Non¬Fiction、iLiFE!、ポンコツコンポ、天使にはなれない、i-COL、TENRIN、BLK LiLiY | |                                         |
| HEROINES HALLOWEEN 2021                                  | 2021年10月31日        | 新宿ReNY                                           | twinpale、夜光性アミューズ、Non¬Fiction、iLiFE!、ポンコツコンポ、天使にはなれない、i-COL、TENRIN、BLK LiLiY | アキシブproject |                                         |
| HEROINES CHRISTMAS                                       | 2021年12月24日        | 立川ステージガーデン                               | twinpale、夜光性アミューズ、のんふぃく！、iLiFE!、ポンコツコンポ、天使にはなれない、i-COL、TENRIN | |                                         |
| HEROINES FES vol.4                                       | 2022年1月6日          | Spotify O-EAST                                     | i-COL、iLiFE!、twinpale、TENRIN、のんふぃく！、夜光性アミューズ、ポンコツコンポ | |                                         |
| HEROINES VALENTINE                                       | 2022年2月13日         | 横浜1000club                                       | 夜光性アミューズ、iLiFE!、TENRIN、i-COL | アキシブproject、OdAkEi IDOL PROJECT、MEWM、透色ドロップ、ポスタルジア、KissBee、はちみつBLACK、ミームトーキョー、QUEENS、INUWASI、Zsasz、On the treat Super Season、BLACKNAZARENE、PRSMIN |                                         |
| HEROINES WHITEDAY                                        | 2022年3月15日         | Veats Shibuya                                      | TENRIN、iLiFE!、i-COL、夜光性アミューズ、のんふぃく！、twinpale | |                                         |
| HEROINES APRILFOOL'S DAY                                 | 2022年4月1日          | 新宿ReNY                                           | 夜光性アミューズ、twinpale、iLiFE!、のんふぃく！、TENRIN、i-COL | |                                         |
| HEROINES PARTY                                           | 2022年5月27日         | 白金高輪SELENE b2                                  | iLiFE!、のんふぃく！、twinpale、TENRIN | アソビゴコロ、なんキニ！、のらりくらり |                                         |
| HEROINES FES vol.5                                       | 2022年6月2日          | CLUB CITTA'                                        | i-COL、iLiFE!、twinpale、TENRIN、のんふぃく！、夜光性アミューズ | |                                         |
| HEROINES PARTY                                           | 2022年6月5日          | 代官山UNIT                                         | | |                                         |
| HEROINES PARTY vol.3                                     | 2022年6月27日         | 渋谷DIVE                                           | TENRIN、パラレルサイダー、BLKLiLiY | |                                         |
| HEROINES VOICE!                                          | 2022年7月28日         | SOUND MUSEUM VISION                                | 夜光性アミューズ、のんふぃく！、iLiFE!、TENRIN、i-COL、パラレルサイダー、天使にはなれない | PRSMIN、On the treat Super Season、Quubi、キングサリ、Merry BAD TUNE.、JILLASTED、INUWASI、メタモル!!! |                                         |
| HEROINES SUMMER FES                                      | 2022年8月14日         | 川崎CLUB CITTA'                                    | i-COL、iLiFE!、twinpale、天使にはなれない、TENRIN、のんふぃく！、BLKLiLiY、夜光性アミューズ | あげもん！、じーくらむ！、パラレルサイダー、マーキュロ、MEWM、Mirror,Mirror、メイビーME、メタモル!!! |                                         |
| HEROINES AIM vol.1                                       | 2022年9月6日          | Veats Shibuya                                      | 夜光性アミューズ、TENRIN、i-COL、のんふぃく！、パラレルサイダー、天使にはなれない | |                                         |
| HEROINES PARTY vol.4                                     | 2022年9月20日         | Veats Shibuya                                      | 夜光性アミューズ、i-COL、のんふぃく！、TENRIN、パラレルサイダー、天使にはなれない | |                                         |
| HEROINES HALLOWEEN                                       | 2022年10月28日        |                                                    | | |                                         |
| HEROINES FES vol.6                                       | 2022年11月13日        | CLUB CITTA'                                        | | |                                         |
| HEROINES FES×ReNY SUPER LIVE                             | 2022年11月30日        | 新宿ReNY                                           | iLiFE!、AdamLilith、天使にはなれない、TENRIN、のんふぃく！ | iSPY、SAISON、Zero Project Z2、属性コントラクト、100万ドルのフェアレディ、風男塾 , PrincessGarden-姫庭-、メタモル!!!、2o Love to Sweet Bullet、しろもん、スプスラッシュ、パラレルサイダー |                                         |
| HEROINES PARTY vol.5                                     | 2023年1月18日         |                                                    | | |                                         |
| HEROINES VALENTINE                                       | 2023年2月11日         | なんばHatch                                        | twinpale、夜光性アミューズ、のんふぃく!、i-COL、iLiFE!、AdamLilith、ガガピエロ | |                                         |
| HEROINES VALENTINE                                       | 2023年2月13日         | 川崎CLUB CITTA'                                    | iLiFE!、夜光性アミューズ、twinpale、のんふぃく!、TENRIN、AdamLilith、i-COL、天使にはなれない、パラレルサイダー、ガガピエロ | |                                         |
| HEROINES DOLLFES                                         | 2023年3月3日          | O-WEST                                             | iLiFE!、のんふぃく!、夜光性アミューズ、ガガピエロ、twinpale | のらりくらり、FES☆TIVE、NANIMONO | 女性限定                                |
| HEROINES PARTY vol.6                                     | 2023年3月5日          | Veats SHIBUYA                                      | のんふぃく！、ガガピエロ、TENRIN、ZUTTOMOTTO、パラレルサイダー、天使にはなれない | |                                         |
| HEROINES WHITE DAY                                       | 2023年3月14日         |                                                    | | |                                         |
| HEROINES FES White                                       | 2023年3月18日         | 神田スクエアホール                                 | | |                                         |
| HEROINES FES VIVID                                       | 2023年4月9日          | 大手町三井ホール                                   | iLiFE!、のんふぃく、twinpale、TENRIN、夜光性アミューズ、ガガピエロ、AdamLilith、i-COL | NANIMONO、ZUTTOMOTTO、マーキュロ、ネコプラpixx.、ドラマチックレコード、MEWM、ピコリモード、ベイビークレヨン |                                         |
| HEROINES FES vol.7                                       | 2023年4月10日         | Spotify O-EAST                                     | i-COL、iLiFE!、AdamLilith、ガガピエロ、GILTY×GILTY、ZUTTOMOTTO、twinpale、天使にはなれない、TENRIN、のんふぃく︕、夜光性アミューズ | パラレルサイダー |                                         |
| HEROINES FES in 肉フェス Supported by New Generations!!  | 2023年4月29日         | お台場・青海特設会場                               | | |                                         |
| HEROINES FES vol.08 - SUMMER SPECIAL -                   | 2023年8月29日         | CLUB CITTA'                                        | i-COL、iLiFE!、AdamLilith、ガガピエロ、GILTY x GILTY、ZUTTOMOTTO、twinpale、天使にはなれない、TENRIN、のんふぃく！、夜光性アミューズ | |                                         |
| HEROINES FES Vol.9                                       | 2023年9月20日 - 21日  |                                                    | iLiFE!、のんふぃく！、夜光性アミューズ、TENRIN、天使にはなれない、GILTY×GILTY、i-COL、twinpale、ガガピエロ、AdamLilith、ZUTTOMOTTO、make mie、ポンコツコンポ                                                                                                   | |                                         |
| HEROINES HALLOWEEN                                       | 2023年10月30日 - 31日 | 豊洲PIT                                            | iLiFE!、GILTY×GILTY、ZUTTOMOTTO、TENRIN、のんふぃく!、ポンコツコンポ、夜光性アミューズ | AVAM、アンスリューム、QUEENS、クマリデパート、JamsCollection、Sweet Alley、SUPER☆GiRLS、高嶺のなでしこ、手羽先センセーション、Devil ANTHEM.、NANIMONO、＃ババババンビ、バンドじゃないもん!MAXX NAKAYOSHI、＃2i2、Peel the Apple、FES☆TIVE、MyDearDarlin'、真っ白なキャンバス、ミームトーキョー、Merry BAD TUNE.、わーすた |                                         |
| HYPER HEROINES FES                                       | 2023年11月25日 - 26日 | 東武動物公園                                       | iLiFE!、twinpale、ヒロインズ研究生、ポンコツコンポ、夜光性アミューズ、ZUTTOMOTTO、twinpale、のんふぃく！ | INUWASI、かすみ草とステラ、可憐なアイボリー、クマリデパート、群青の世界、ナナランド、NANIMONO、のらりくらり、Palette Parade、BABY-CRAYON〜1361〜、まねきケチャ、Merry BAD TUNE.、Appare!、アンスリューム、UtaGe!、JamsCollection、ZeroProject、なんキニ！、NEO JAPONISM、高嶺のなでしこ、パラディーク、Palette Parade、Peel the Apple、MyDearDarlin'、マーキュロ |                                         |
| HEROINES FES vol.10                                      | 2023年12月1日         | 川崎CLUB CITTA'                                    | i-COL、iLiFE!、AdamLilith、ガガピエロ、GILTY×GILTY、ZUTTOMOTTO、twinpale、天使にはなれない、TENRIN、のんふぃく！、ポンコツコンポ、make mie、夜光性アミューズ、LADYBABY                                                                                         | |                                         |
| HEOROINES FES 2024                                       | 2024年1月28日         | CLUB CITTA                                         | iLiFE!、ヒロインズ研究生、ガガピエロ、make mie、ZUTTOMOTTO、LADYBABY、ポンコツコンポ、アキシブproject、AdamLilith、GILTY×GILTY、天使にはなれない、i-COL、TENRIN、twinpale、夜光性アミューズ、のんふぃく！、chuLa                                               | AVAM、NANIMONO、マーキュロ |                                         |
| HEROINES VALENTINE FES in OSAKA                          | 2024年2月10日         | Zepp Namba                                         | iLiFE!、夜光性アミューズ、のんふぃく！、ZUTTOMOTTO、i-COL、twinpale、ヒロインズ研究生 | 高嶺のなでしこ、真っ白なキャンバス、Kolokol、君に、胸キュン。、ミソラドエジソン、ぜろから☆すた→と、みうみお、マーキュロ、サクヤコノハナ、JAPANARIZM、ワッツ◎さーくる、Axelight、THE ENCORE、ガラチア、ЯiM:MiR、#PANnana -パンダの指は実は7本ある-、SPRISE、NaNiYoRi、caprice、あたっちゅ！、Stella!、`君のアクセント‘ |                                         |
| HEROINES VALENTINE                                       | 2024年2月14日         | CLUB CITTA'                                        | make mie、天使にはなれない、アキシブproject、i-COL、LADYBABY、GILTY×GILTY、AdamLilith、TENRIN、ZUTTOMOTTO、ヒロインズ研究生、ポンコツコンポ、iLiFE!、ガガピエロ、twinpale、夜光性アミューズ、のんふぃく！                                                      | |                                         |
| HEROINES VIVID                                           | 2024年2月17日         | 山野ホール                                         | iLiFE!、のんふぃく！、夜光性アミューズ、ヒロインズ研究生、twinpale、i-COL、ポンコツコンポ、ガガピエロ、アキシブproject、chuLa、AdamLilith | マーキュロ、キングサリ、かすみ草とステラ、ラナキュラ、AVAM |                                         |
| HEROINES WHITEDAY                                        | 2024年3月14日         | LIQUIDROOM                                         | i-COL、iLiFE!、アキシブproject、AdamLilith、ガガピエロ、GILTY×GILTY、ZUTTOMOTTO、twinpale、天使にはなれない、TENRIN、のんふぃく！、ヒロインズ研究生、ポンコツコンポ、make mie、夜光性アミューズ、LADYBABY                                                      | |                                         |
| HYPER HEROINES FES                                       | 2024年4月13日         | GARDEN 新木場 FACTORY                              | ヒロインズ研究生、LADYBABY、make mie、ZUTTOMOTTO、のらりくらり、天使にはなれない、ガガピエロ、アキシブproject、ポンコツコンポ、twinpale、AdamLilith、のんふぃく！、TENRIN、夜光性アミューズ、iLiFE!                                                            | Fuhua、Tohkei、テラス×テラス、Palette Parade、ルージュブック、ANA®KIE、ドラマチックレコード、かすみ草とステラ、UtaGe!、STAiNY、Peel the Apple、Devil ANTHEM.、Appare!、KiSS KiSS |                                         |
| Hyper Heroines Splash Fes                                | 2024年4月28日         |                                                    | 夜光性アミューズ、のんふぃく！、スプスラッシュ、twinpale、ポンコツコンポ、TENRIN、make mie、天使にはなれない、ガガピエロ、AdamLilith、ヒロインズ研究生 | Appare!、JamsCollection、Peel the Apple、FES☆TIVE、アンスリューム、クマリデパート、INUWASI、SWEET STEADY、まねきケチャ、のらりくらり、Palette Parade、ネコプラpixx.、Bunny La Crew、テラス×テラス、ideal peco、ラナキュラ、BABY-CRAYON~1361~、UtaGe!、にっぽん！真骨頂、ZeroProject Z2、仙台flavor、少女模型、柑橘クーベルチュール、ZUTTOMOTTO |                                         |
| HEROINES FES -5周年記念LIVE-                             | 2024年5月5日          | Spotify O-EAST                                     | i-COL、iLiFE!、アキシブproject、AdamLilith、ガガピエロ、GILTY×GILTY、ZUTTOMOTTO、twinpale、天使にはなれない、TENRIN、のんふぃく！、ヒロインズ研究生、ポンコツコンポ、make mie、夜光性アミューズ、LADYBABY、iLiFE!候補生                                        | ＃ババババンビ、豆柴の大群都内某所 a.k.a. MONSTERIDOL |                                         |
| HEROINES FES〜chuLaヒロインズ入学式〜                    | 2024年6月6日          | 新宿BLAZE                                          | LADYBABY、天使にはなれない、ZUTTOMOTTO、make mie、ポンコツコンポ、twinpale、ガガピエロ、AdamLilith、TENRIN、アキシブproject、夜光性アミューズ、chuLa、のんふぃく！                                                                                             | |                                         |
| HEROINES FES                                             | 2024年6月27日         | Spotify O-EAST、Spotify O-WEST、duo MUSIC EXCHANGE | i-COL、iLiFE!、iLiFE!候補生、アキシブproject、AdamLilith、ガガピエロ、GILTY×GILTY、ZUTTOMOTTO、chuLa、twinpale、天使にはなれない、TENRIN、のんふぃく！、パラディーク、ヒロインズ研究生、ポンコツコンポ、make mie、夜光性アミューズ、LADYBABY                   | ideal peco、AVAM、アンスリューム、UtaGe!、衛星とカラテア、可憐なアイボリー、こみっきゅおん!、Sweet Alley、ZeroProject、月に足跡を残した6人の少女達は一体何を見たのか…、てぃあどろっぷ！、テラス×テラス、ドラマチックレコード、NANIMONO、ナナランド、のらりくらり、HelloYouth、Palette Parade、BABY-CRAYON〜1361〜、MyDearDarlin'、マーキュロ、MAGICAL SPEC、まねきケチャ、豆柴の大群都内某所 a.k.a. MONSTERIDOL、みうみお、みらサプ!、メイビーME、ラナキュラ、ルージュブック、ルルネージュ                                                            |                                         |
| HEROINES FES in OSAKA                                    | 2024年7月12日         | Zepp Namba(OSAKA)                                  | アキシブproject、i-COL、iLiFE!、iLiFE!候補生、AdamLilith、ガガピエロ、GILTY×GILTY、chuLa、TENRIN、のんふぃく！、パラディーク、夜光性アミューズ、ナナコロビヤオキ                                                                                               | |                                         |
| HYPER HEROINES FES                                       | 2024年7月27日 - 28日  | 東武動物公園 イベントステージ HOLA!                | iLiFE!、iLiFE!候補生、アキシブproject、AdamLilith、ガガピエロ、GILTY×GILTY、ZUTTOMOTTO、chuLa、twinpale、天使にはなれない、TENRIN、ナナコロビヤオキ、のんふぃく！、パラディーク、ヒロインズ研究生、ポンコツコンポ、make mie、夜光性アミューズ、LADYBABY、i-COL | AOAO、Appare!、AVAM、THE ENCORE、UtaGe!、衛星とカラテア、STAiNY、ZeroProject Z2-A4、月に足跡を残した6人の少女達は一体何を見たのか…、テラス×テラス、ナナランド、Palette Parade、マーキュロ、みらサプ!、Merry BAD TUNE.、Lucky²、可憐なアイボリー、きゅるりんってしてみて、君に、胸キュン。、クマリデパート、佐藤ノア、ぜろから☆すた→と、ZeroProject Z2-A1、てぃあどろっぷ！、手羽先センセーション、NANIMONO、なみだ色の消しごむ、のらりくらり、バンドじゃないもん！MAXX NAKAYOSHI、真っ白なキャンバス、みうみお、Mirror,Mirror、LIIiEN、ルージュブック |                                         |
| iLiFE！新体制お披露目LiVE! HEROINES FES                  | 2024年7月30日         | 豊洲PIT                                            | iLiFE!、iLiFE!候補生、アキシブproject、AdamLilith、ガガピエロ、ZUTTOMOTTO、chuLa、twinpale、天使にはなれない、TENRIN、ナナコロビヤオキ、のんふぃく！、パラディーク、ヒロインズ研究生、ポンコツコンポ、make mie、夜光性アミューズ、LADYBABY                     | |                                         |
| HEROINES SUMMER 2024                                     | 2024年8月24日 - 25日  | 東武動物公園 イベントステージ HOLA!                | iLiFE!、iLiFE!候補生、アキシブproject、AdamLilith、ガガピエロ、GILTY×GILTY、ZUTTOMOTTO、chuLa、twinpale、天使にはなれない、TENRIN、ナナコロビヤオキ、のんふぃく！、パラディーク、ヒロインズ研究生、ポンコツコンポ、make mie、夜光性アミューズ、LADYBABY、i-COL | AVAM、アンスリューム、可憐なアイボリー、キングサリ、こみっきゅおん！、Sweet Alley、Shangmoo、高嶺のなでしこ、Devil ANTHEM.、なみだ色の消しごむ、花いろは、FES☆TIVE、まねきケチャ、ワンダーウィード天、かすみ草とステラ、INUWASI、衛星とカラテア、JamsCollection、NANIMONO、NEO JAPONISM、マーキュロ、真っ白なキャンバス、豆柴の大群都内某所 a.k.a. MONSTERIDOL、ラナキュラ、Merry BAD TUNE.、MyDearDarlin'、AOAO |                                         |
| HEROINES PARTY Special Edition                           | 2024年10月3日         | Zepp Shinjuku                                      | のんふぃく！、アキシブproject、パラディーク、ガガピエロ、twinpale、iLiFE!候補生、ヒロインズ研究生、天使にはなれない、AdamLilith、ポンコツコンポ、LADYBABY | ナナランド、シュレーディンガーの犬、ベロティカ、クララ・マグラ、白百合と雨、なんキニ！、可愛いって言わないと呪う！、Mirror,Mirror、SAI²Rium、ばたんキュン |                                         |